# Akira Yamaoka
Akira Yamaoka, född 6 februari 1968, har komponerat musik till TV-spel och filmer. Mest känd är han för sin musik i spelserien Silent Hill och filmen Silent Hill.